# Château de Noironte
Le château de Noironte est un château situé sur la commune de Noironte dans le département français du Doubs, en Franche-Comté.

## Localisation
Le château est situé au centre du village de Noironte.

## Histoire
À l'emplacement du château actuel, un château préexistant est mentionné au XIVe siècle. Le château actuel, érigé en 1786, est achevé en 1830 ; des aménagements continueront d'être apportés jusqu'à la fin du XVIIIe siècle.
Après la Révolution française, il devient la propriété du général Charles-Étienne-François Ruty, né et mort à Besançon.
Le château bénéficie d'une inscription au titre des monuments historiques depuis le 17 juin 1992 (vestiges archéologiques, les façades et la toiture du logis, tours, pigeonnier, escalier, cheminées et alcôves) et d'un classement au même titre depuis le 5 juillet 1993 (pièces du premier étage).

## Architecture
L'ensemble est formé de deux corps de logis disposés en équerre, chacun terminé par une tour (ronde et carrée). Les charpentes sont à la « Philibert Delorme ».

Château de Noironte.
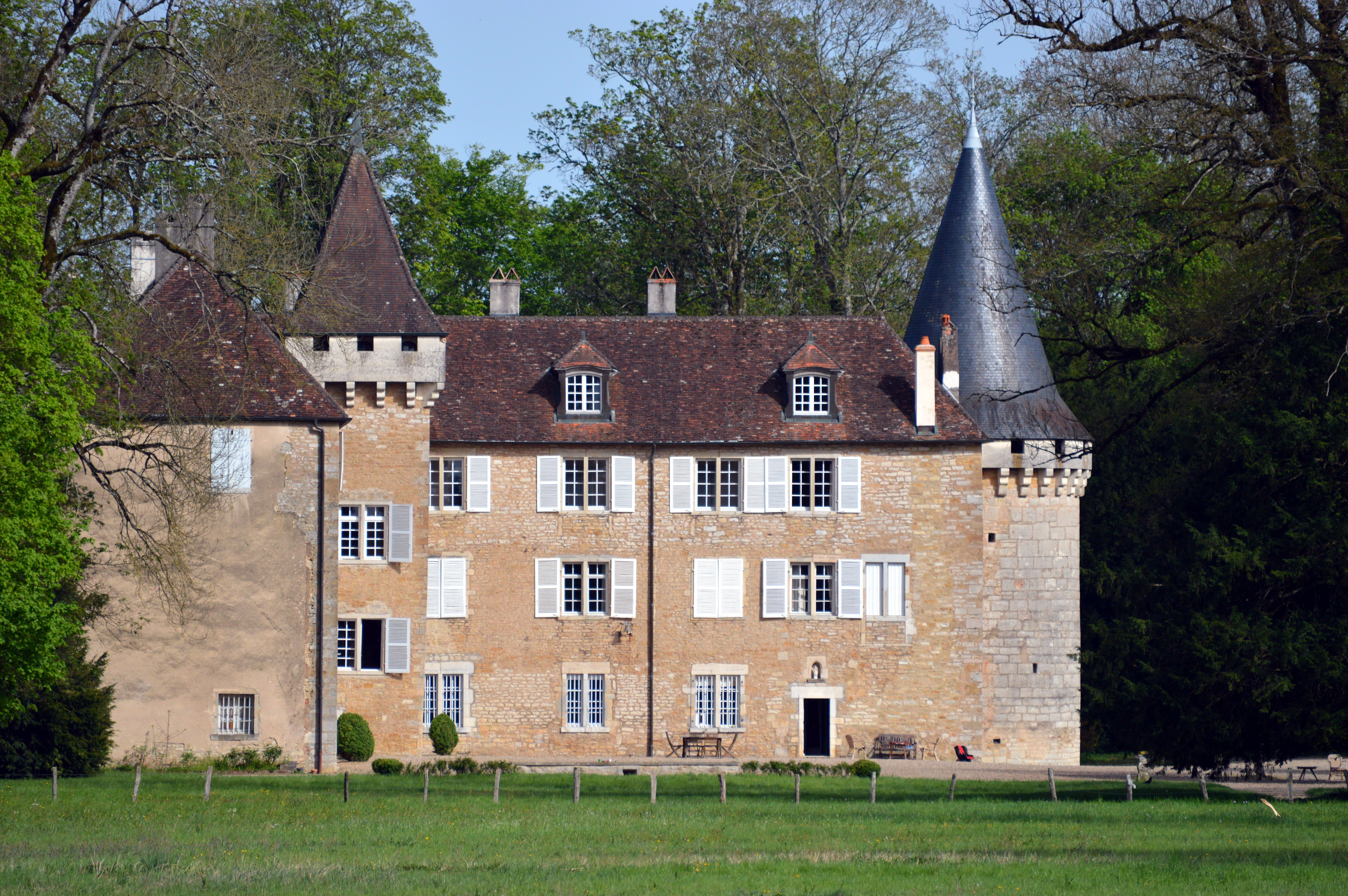
Le château.
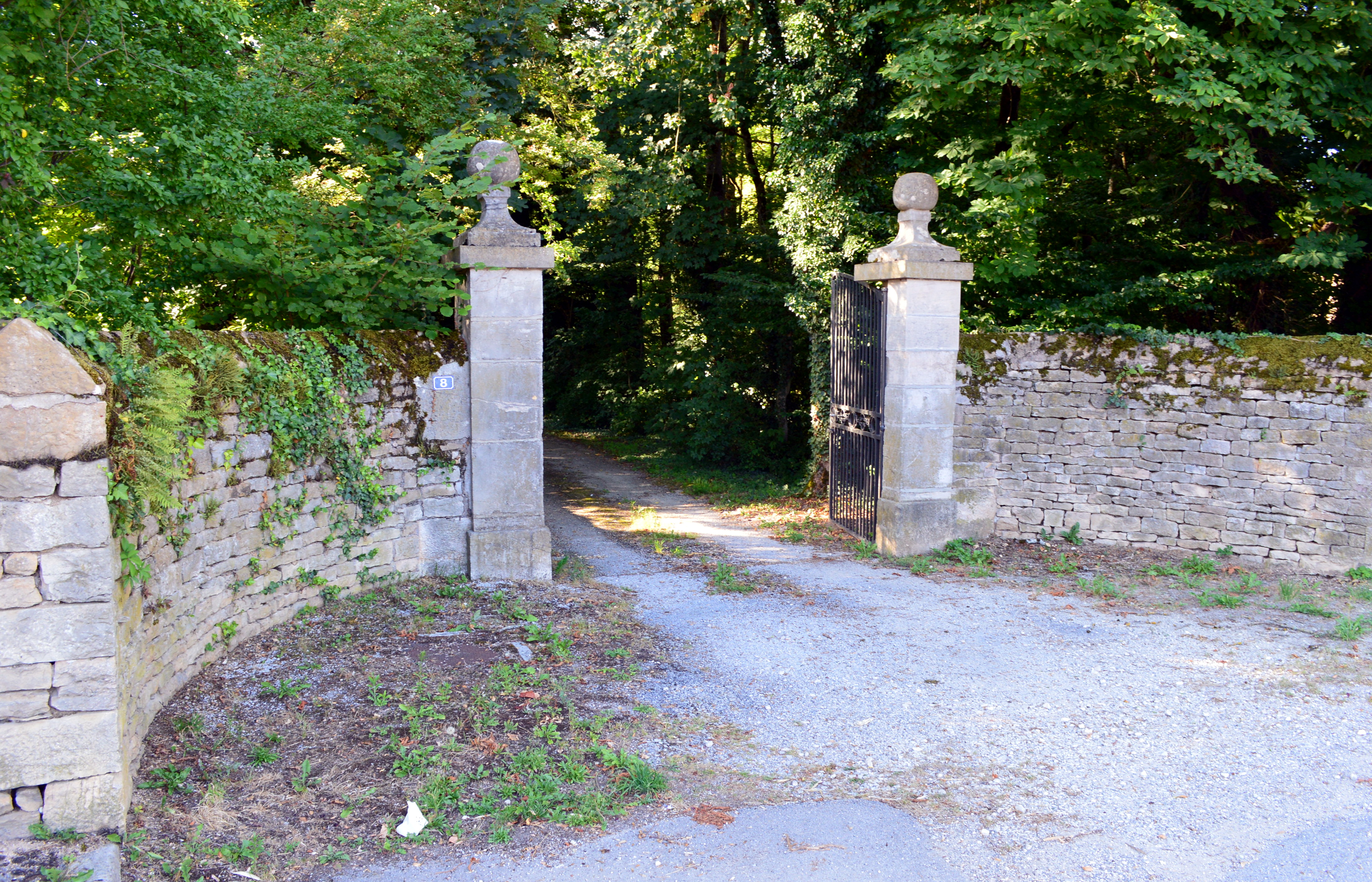
Le portail du château.
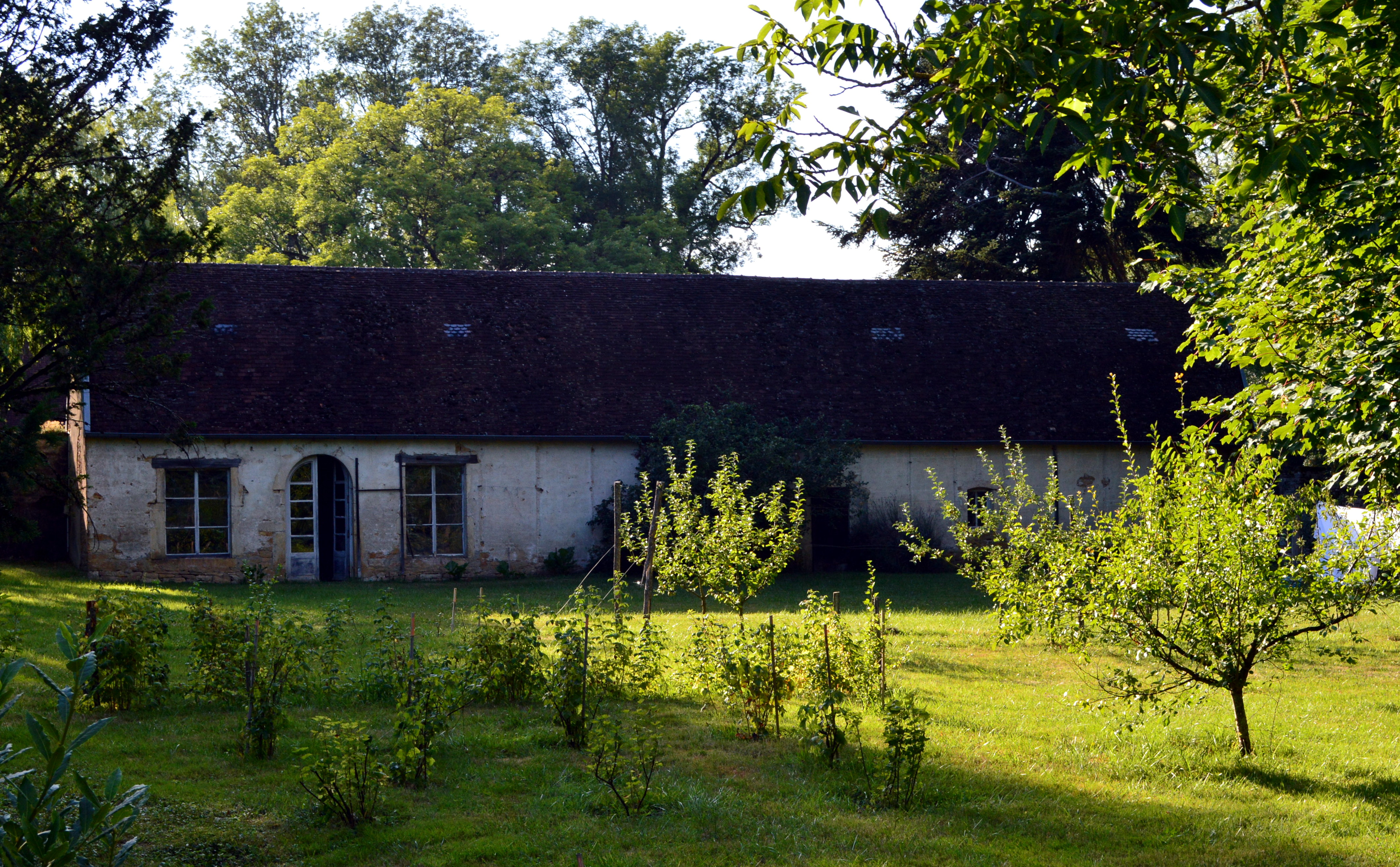
Ancien bâtiment de ferme du château.
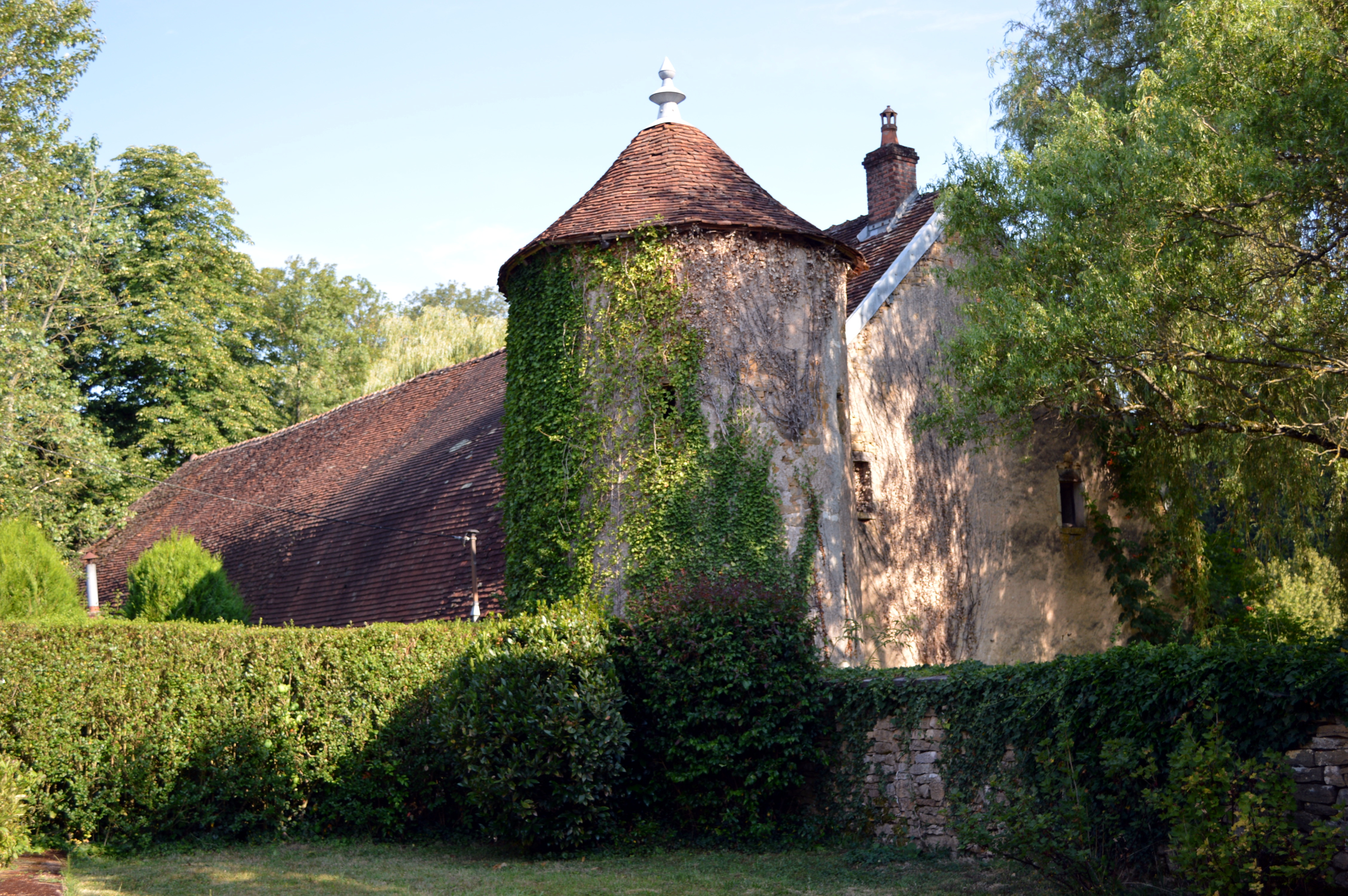
Le pigeonnier du château.